# Hypnotize U
"Hypnotize U" foi uma canção escrita por Thomas Bangalter, Daft Punk e Pharrell Williams, gravada pela banda N.E.R.D.
É o segundo single do quarto álbum de estúdio lançado a 2 de Novembro de 2010, Nothing.